# Katy Manning
Catherine Ann Manning, detta Katy (Guildford, 14 ottobre 1946), è un'attrice britannica.

## Biografia
Figlia del giornalista sportivo J.L. Manning e di Amy Jenkins, a sedici anni a causa di un incidente d'auto rimase in ospedale per un anno. In seguito andò in America, firmando un contratto di cinque anni con la MGM. Tornata nel Regno Unito, studiò recitazione alla Webber Douglas Academy of Dramatic Art. Nel 1971 interpretò il ruolo che le rese nota al grande pubblico televisivo, quello di Josephine "Jo" Grant, nella nota serie televisiva Doctor Who, che interpretò dal 1971 al 1973. Affetta da miopia, nel 1979 ebbe due figli gemelli di nome Georgina e Jonathan. Nati prematuri, soffrirono di vari problemi di salute, e ciò spinse Katy a emigrare in Australia dove convisse con il compagno, l'attore Barry Crocker, anche se dal 2012 torna a risiedere in Gran Bretagna.

## Filmografia

### Cinema
- Don't Just Lie There, Say Something!, regia di Bob Kellett (1973)
- Eskimo Nell, regia di Martin Campbell (1975)
- Melvin, Son of Alvin, regia di John Eastway (1984)
- Il mistero del lago scuro (Frog Dreaming), regia di Brian Trenchard-Smith (1986)
- Jungle Girl and the Lost Island of the Dinosaurs, regia di Geoff Beak e Susan Beak (2002) (voce)
- When Darkness Falls, regia di Rohan Spong (2006)
- Oakie's Outback Adventures, regia di Troy Dann (2011) (voce)
- Evil Never Dies, regia di Martyn Pick (2014)

### Televisione
- Doppia sentenza (Softly Softly: Task Force) – serie TV, episodio 5x18 (1970)
- Mr. Tumbleweed, regia di Jan Darnley-Smith – cortometraggio TV (1971)
- Man at the Top – serie TV, episodi 1x04-1x09 (1971)
- Doctor Who – serie TV, 77 episodi (1971-1973)
- Armchair Theatre – serie TV, episodio 15x08 (1973)
- Whodunnit? – serie TV, episodio 3x08 (1975)
- Target – serie TV, episodio 1x03 (1977)
- Gloria's House – serie TV, 25 episodi (2000-2001)
- All Saints – serie TV, episodio 5x14 (2002)
- Le avventure di Sarah Jane (The Sarah Jane Adventures) – serie TV, episodi 4x05-4x06 (2010)
- The Five(ish) Doctors Reboot, regia di Peter Davison – cortometraggio TV (2013)
- Casualty – serie TV, episodio 29x22 (2015)